# Karen H. Grigorian
Pour les articles homonymes, voir Grigorian et Karen Grigorian.
Karen Hakopovy Grigorian est un joueur d'échecs arménien né le 15 février 1995 à Erevan. Il a reçu le titre de  grand maître international en 2013.
Au 1er août 2019, il est le 14e joueur arménien avec un classement Elo de 2 562 points.

## Palmarès
Karen H. Grigorian a remporté :
- la médaille de bronze au championnat d'Europe des moins de 12 ans en 2007 ;
- la médaille de bronze au championnat d'Europe des moins de 16 ans en 2008 ;
- la médaille d'argent au championnat d'Europe des moins de 16 ans en 2010 ;
- le tournoi de Sitges en 2013 ;
- le tournoi du lac Sevan en 2013 ;
- le mémorial Karen Asrian en 2014 avec 7,5 points sur 9 ;
- le championnat d'Arménie en 2015 ;
- l'open de Famalicao en 2019 avec 9 points sur 9.
- l'open de Pombal en 2019 avec 7 points sur 7.